# Thesium repandum
Thesium repandum är en sandelträdsväxtart som beskrevs av A. W. Hill.. Thesium repandum ingår i släktet spindelörter, och familjen sandelträdsväxter. Inga underarter finns listade i Catalogue of Life.